# Fonction totale
En mathématiques, une fonction totale est une fonction pour laquelle l'ensemble de départ correspond au domaine de définition. C'est donc simplement une application.